# Ӱ
Ӱ (ӱ) é uma letra do alfabeto cirílico derivada da letra у e que representa, no alfabeto latino, a letra u.